# حق الرجوع (قانون)
حق الرجوع في القانون وفي الاقتصاد (بالإنجليزية: legal recourse أو recourse) يضمن القانون لأفراد وللمؤسسات حق الرجوع في حالة إشكال بغرض استعادة حق لهم.

## أمثلة لحق الرجوع
- في القضايا في حالة القضايا المدنية،
- كثير من التعاقدات تحتوي على بند بشأن التحكيم والوساطة بين الأطراف المتعاقدة،
- في قضايا الإجرام حيث يوكل البوليس أو المدعي العام لإعادة النظر في إثباتات القضية الجنائية،
- الرجوع إلى مصلحة حكومية بشأن قرار إداري أصدرته أو قانون جديد، يشعر الفرد أو المؤسسة بأنه تعسفي أو يمس حقا من الحقوق التي يحلها القانون له،
- الرجوع إلي محافظ أو حاكم أو خلافه ممن في قدرتهم العفو.

## حق الرجوع فيالاقتصاد
وهو حق حامل الكمبيالة الذي ُظهرت الكميالة باسمه ولم يستطع صرفها لعدم وجود رصيد للمدين الأصلي أو امتناعه عن دفع المبلغ المنصوص عليه فيها. في هذه الحالة يتوجة حامل الكمبيالة إلى القضاء من أجل ضمان حقه.